# Banca per l'Africa Orientale

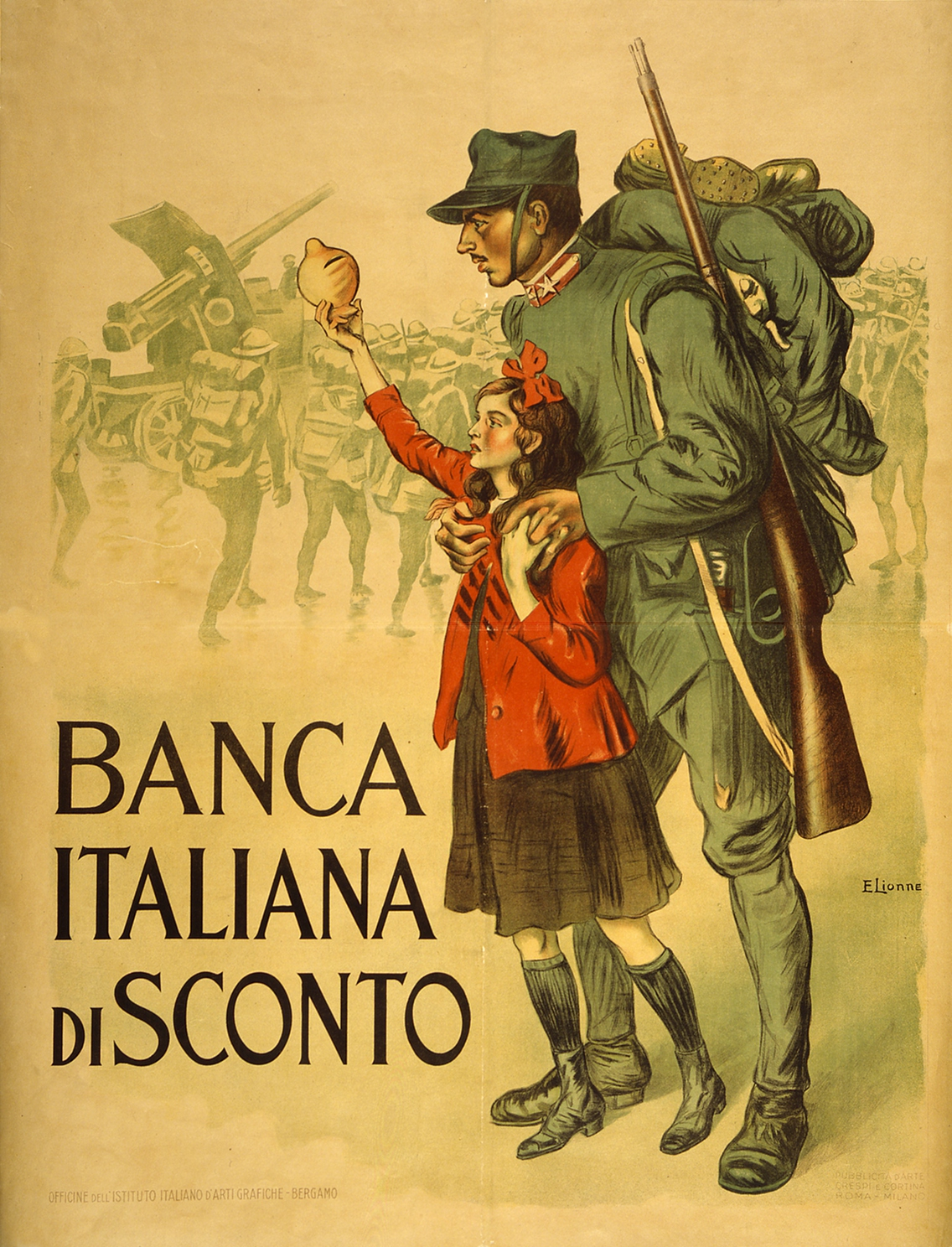
La Banca Italiana di Sconto était le promoteur de la BAO

Banca per l’Africa Orientale (BAO)  est une première tentative d'établir une banque moderne dans la Corne de l'Afrique à une époque où l'Erythrée et la Somalie  étaient des colonies italiennes. Elle a fermé en 1923. 

## Histoire
Au début de la Première Guerre mondiale, le gouvernement italien souhaite la création d'une banque locale dans les colonies italiennes d'Afrique orientale. C'est la première tentative de créer un système bancaire moderne dans toute l'Afrique coloniale. En 1914, la centrale « Banque d'Italie »  commence à opérer à Asmara et favorise la création dans les colonies italiennes de banques privées comme la « BAO » . La Banca Italiana di Sconto (BIS) était une banque italienne de premier plan qui soutenait indirectement la BAO, mais la BSI a échoué en 1921, entraînant quelques années plus tard l'échec de la BAO .

## Chronologie
- 1917 - La BIS a promu la formation de la Banca per l'Africa Orientale en tant que société anonyme à Rome .
- 1918 - BAO a commencé ses activités avec son siège social à Massawa et une succursale à Mogadiscio qui était la première banque en Somalie.
- 1923 - BAO est liquidée à la suite de problèmes bancaires et de la faillite de la Banca Italiana di Sconto .

Fin 1923, la Banca per l'Africa Orientale est officiellement fermée .

## Voir également
- Afrique orientale italienne
- Banca Italiana di Sconto